# Championnat du Maroc de football 1986-1987
Navigation
Édition précédente Édition suivante
Le Championnat du Maroc de football 1986-1987 représente la saison footballistique 1986/1987 du Maroc, elle voit la victoire des FAR de Rabat.

## Premier tour
Le classement est établi sur le même barème de points que durant l'époque de la LMFA, c'est-à-dire qu'une victoire vaut trois points, un match nul deux points et la défaite à un point.

### Groupe A
Les quatre équipes qualifiées, seul l'Union de Sidi Kacem ne participera pas aux play-off ont déclarent forfait après la corruption de l'ASFAR contre eux. C'est donc l'Olympique Club de Khouribga qui prendra sa place.
Classement erroné pour le groupe A. On retrouve plus de buts marqués qu'encaissés cela entraine une différence de but de -11.
Si vous disposez d'informations vérifiés, votre aide serait très appréciée.
| Rang | Équipe                              | Pts | J  | G  | N | P  | Bp | Bc | Diff |
| ---- | ----------------------------------- | --- | -- | -- | - | -- | -- | -- | ---- |
| 1    | FAR de Rabat                        | 57  | 22 | 14 | 7 | 1  | 43 | 14 | +29  |
| 2    | Kawkab de Marrakech CdT             | 50  | 22 | 11 | 6 | 5  | 29 | 15 | +14  |
| 3    | Union de Sidi Kacem                 | 49  | 22 | 12 | 3 | 7  | 36 | 25 | +11  |
| 4    | Wydad AC T                          | 48  | 22 | 10 | 6 | 6  | 35 | 15 | +20  |
| 5    | Olympique Club de Khouribga         | 48  | 22 | 10 | 6 | 6  | 24 | 19 | +5   |
| 6    | Mouloudia Club d'Oujda              | 48  | 22 | 10 | 6 | 6  | 28 | 27 | +1   |
| 7    | Forces Auxiliaires de Ben Slimane P | 44  | 22 | 9  | 4 | 9  | 24 | 23 | +1   |
| 8    | Chabab Mohammédia                   | 42  | 22 | 6  | 8 | 8  | 19 | 25 | -6   |
| 9    | CODM de Meknès ↓                    | 41  | 22 | 6  | 7 | 9  | 22 | 27 | -5   |
| 10   | Association sportive de Salé ↓      | 39  | 22 | 5  | 7 | 10 | 13 | 25 | -12  |
| 11   | Chabab Sakia Hamra ↓                | 32  | 22 | 2  | 6 | 14 | 28 | 49 | -21  |
| 12   | Renaissance de Kénitra ↓            | 30  | 22 | 2  | 4 | 16 | 16 | 46 | -30  |

Plays-offs Championnat
- Plays-offs

Relégation
- Relégué en 2e Division du Championnat du Maroc

Abréviations
T : Tenant du titre

V : Vice-champion

CdT : Vainqueur de la Coupe du Trône 1986-1987

P : Promus de Championnat du Maroc de football D2

### Groupe B
| Rang | Équipe                   | Pts | J  | G  | N  | P  | Bp | Bc | Diff |
| ---- | ------------------------ | --- | -- | -- | -- | -- | -- | -- | ---- |
| 1    | Hassania d'Agadir P      | 51  | 22 | 9  | 11 | 2  | 22 | 12 | +10  |
| 2    | FUS de Rabat             | 50  | 22 | 11 | 6  | 5  | 19 | 12 | +7   |
| 3    | Raja de Casablanca V     | 49  | 22 | 10 | 7  | 5  | 27 | 15 | +12  |
| 4    | KAC de Kénitra           | 48  | 22 | 9  | 8  | 5  | 22 | 14 | +8   |
| 5    | Renaissance de Settat    | 46  | 22 | 7  | 12 | 3  | 23 | 20 | +3   |
| 6    | Maghreb de Fès           | 44  | 22 | 6  | 10 | 6  | 21 | 17 | +4   |
| 7    | Union de Mohammédia      | 44  | 22 | 6  | 10 | 6  | 22 | 22 | 0    |
| 8    | Hilal de Nador P         | 44  | 22 | 6  | 10 | 6  | 13 | 17 | -4   |
| 9    | Renaissance de Berkane ↓ | 44  | 22 | 5  | 10 | 7  | 22 | 26 | -4   |
| 10   | Union de Touarga P ↓     | 41  | 22 | 7  | 5  | 10 | 20 | 27 | -7   |
| 11   | Difaâ d'El Jadida ↓      | 38  | 22 | 2  | 11 | 9  | 9  | 17 | -8   |
| 12   | ACK Belksiri ↓           | 31  | 22 | 1  | 7  | 14 | 13 | 34 | -21  |

## Play-off
| Rang | Équipe                      | Pts | J | G | N | P | Bp | Bc | Diff |
| ---- | --------------------------- | --- | - | - | - | - | -- | -- | ---- |
| 1    | FAR de Rabat                | 19  | 8 | 4 | 3 | 1 | 11 | 7  | +4   |
| 2    | Kawkab de Marrakech CdT     | 18  | 8 | 3 | 4 | 1 | 8  | 3  | +5   |
| 3    | FUS de Rabat                | 17  | 8 | 3 | 3 | 2 | 9  | 7  | +2   |
| 4    | KAC de Kénitra              | 16  | 8 | 3 | 2 | 3 | 11 | 6  | +5   |
| 5    | Raja de Casablanca V        | 16  | 8 | 2 | 4 | 2 | 7  | 8  | -1   |
| 6    | Wydad AC T                  | 15  | 8 | 1 | 5 | 2 | 7  | 6  | +1   |
| 7    | Olympique Club de Khouribga | 15  | 8 | 3 | 1 | 4 | 4  | 13 | -9   |
| 8    | Hassania d'Agadir P         | 12  | 8 | 0 | 4 | 4 | 2  | 9  | -7   |

Qualifications africaines
- Coupe des clubs champions africains 1988
- Coupe d'Afrique des vainqueurs de coupe 1988

Abréviations
T : Tenant du titre

V : Vice-champion

CdT : Vainqueur de la Coupe du Trône 1986-1987

P : Promus de Championnat du Maroc de football D2

## Buteurs
12 buts
- Hassan Nader (Wydad AC)
- Abderrazak Khairi (FAR de Rabat)

10 buts
- Boushaba (Renaissance Berkane)
- Rachid (Renaissance de Settat)

## Bilan de la saison
| Championnat du Maroc de football 1986-1987                        |                              |
| Champion                                                          | FAR de Rabat (9e titre)      |
| Coupes et trophées                                                |                              |
| Vainqueur de la Coupe du Trône 1986-1987                          | Kawkab de Marrakech          |
| Qualifications continentales                                      |                              |
| Coupe des clubs champions africains 1988                          | FAR de Rabat                 |
| Coupe d'Afrique des vainqueurs de coupe 1988                      | Kawkab de Marrakech forfait  |
| Coupe des clubs champions arabes de football 1988                 | Kawkab de Marrakech          |
| Promotions et relégations                                         |                              |
| Promus en Championnat du Maroc de football                        | Olympique de Casablanca      |
| Promus en Championnat du Maroc de football                        | IR Tanger                    |
| Relégués en Championnat du Maroc de football de deuxième division | Difaâ d'El Jadida            |
| Relégués en Championnat du Maroc de football de deuxième division | Association sportive de Salé |
| Relégués en Championnat du Maroc de football de deuxième division | CODM de Meknès               |
| Relégués en Championnat du Maroc de football de deuxième division | Renaissance de Berkane       |
| Relégués en Championnat du Maroc de football de deuxième division | Renaissance de Kénitra       |
| Relégués en Championnat du Maroc de football de deuxième division | Chabab Sakia Hamra           |
| Relégués en Championnat du Maroc de football de deuxième division | ACK Belksiri                 |
| Relégués en Championnat du Maroc de football de deuxième division | Union de Touarga             |